# Calumbi
Calumbi est une municipalité brésilienne située dans l'État du Pernambouc.